# Ioan Manu

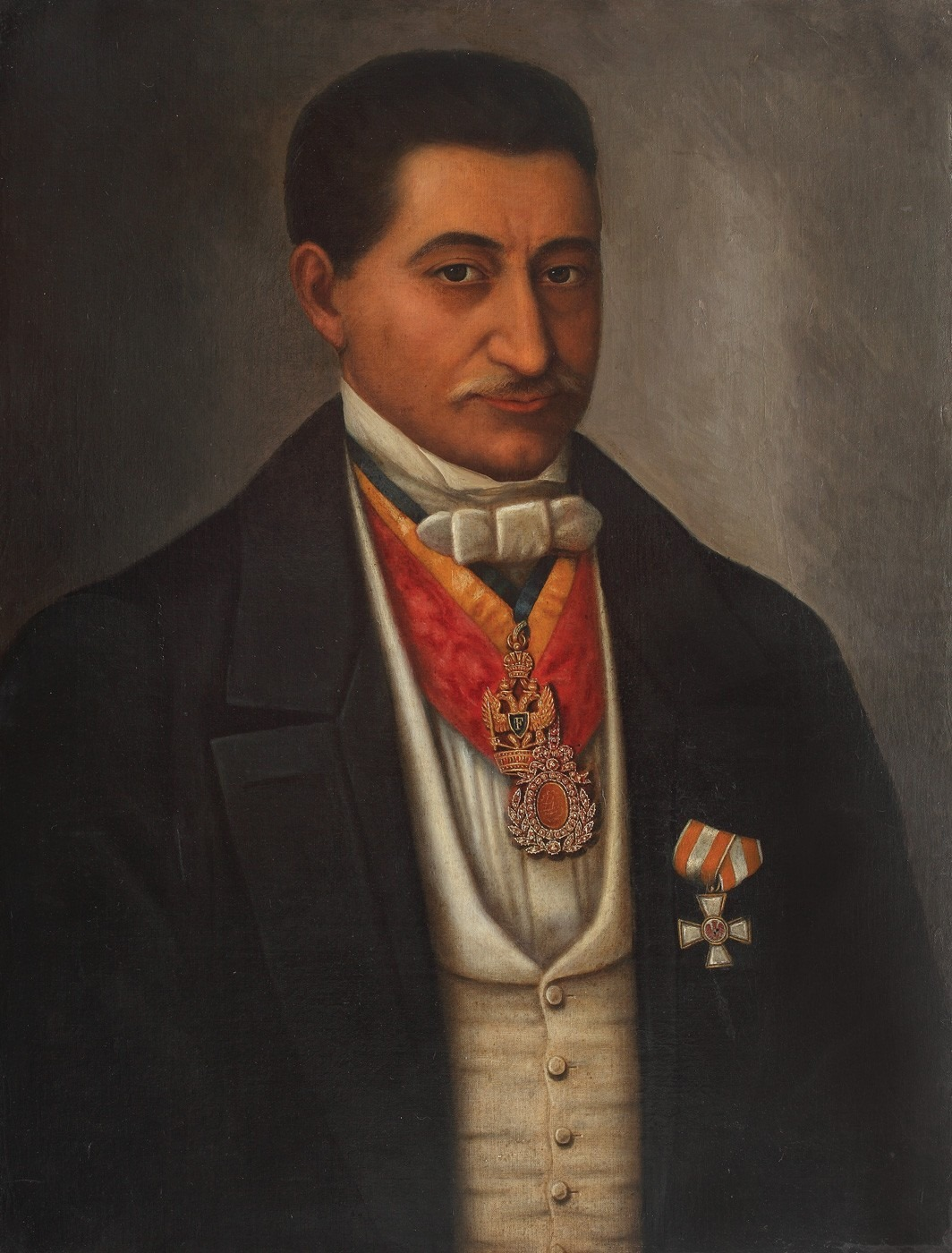
Ioan Manu, portret de Anton Chladek

Ioan M. Manu, cunoscut și ca Iancu Manu (n. 24 iunie 1803, București, Țara Românească – d. 29 noiembrie 1874, București, România), a fost un boier și politician român.

## Biografie
Ioan Manu a fost fiul lui Mihail G. Manu, care făcea parte dintr-o familie de origini venețiene care se mutase de la Istanbul în Țara Românească pe la mijlocul anilor 1700, ca una din familiile nobile de fanarioți. După ce a studiat acasă, Ioan Manu a frecventat școlile unor corifei ai educației în limba română, așa cum au fost Ion Heliade Rădulescu și Simeon Marcovici.
În timpul ocupației rusești a Țării Românești și a administrației guvernatorului imperial Pavel Kiseleff, a fost prefect de Galați, apoi prefect de Giurgiu și în 1833, s-a stabilit în capitala București, ocupând mai multe poziții oficiale: vornic în timpul domniei lui Alexandru al II-lea Ghica, secretar al sfatului boieresc, și agă (șef al poliției) în timpul domniei lui Gheorghe Bibescu (când a organizat primul corp de pompieri din Țara Românească). Pentru meritele în lupta împotriva unui incendiu din 1847, Manu a primit „sabia de onoare” a orașului București.
În timpul revoluției de la 1848, a fugit din țară, întorcându-se mai târziu, dar neimplicându-se o vreme în politică. A devenit apoi postelnic (ministru de externe) în timpul domniei lui Barbu Dimitrie Știrbei. În activitatea politică, Manu a urcat în ierarhia boierească, primind în cele din urmă cea mai importantă dregătorie, cea de mare vornic.
În 1858, după ce Războiul Crimeei a înlăturat protectoratul rusesc, a fost, împreună cu Emanoil Băleanu și Ioan Al. Filipescu, unul dintre cei trei caimacami care au administrat țara înainte alegerii unui nou principe domnitor. La alegerile din ianuarie 1859, l-a susținut pe fostul domnitor Bibescu, iar apoi, după ce acesta a pierdut alegerile, s-a retras din viața politică în timpul domniei lui Alexandru Ioan Cuza. Manu s-a reîntors ca membru al Parlamentului, după ce Carol I a devenit principe. El a fost ales în primul colegiu electoral, cel al boierilor, ca reprezentant al județului Ilfov.

## Diverse
- Centrul Cultural "Ion Manu" a fost denumit în onoarea sa